# Ladji Doucouré
Ladji Doucouré (født 28. marts 1983 i Juvisy-sur-Orge, Frankrig) er en fransk atletikudøver (sprinter/hækkeløber), der ved VM i Helsingfors i 2005 vandt guld i både 110 meter hækkeløb og i 4 x 100 meter stafet, som en del af det franske hold. I hækkeløbsfinalen besejrede han storfavoritten Liu Xiang fra Kina.
Ved OL i Beijing 2008 blev Doucouré nr. 4 i finalen i 110 meter hæk.